# Wilków-Osiedle
Wilków-Osiedle – osiedle w Polsce położone w województwie dolnośląskim, w powiecie złotoryjskim, w gminie Złotoryja.

## Podział administracyjny
W latach 1975–1998 miejscowość należała administracyjnie do województwa legnickiego.

## Demografia
Według Narodowego Spisu Powszechnego (III 2011 r.) liczyło 1243 mieszkańców. Jest największą miejscowością gminy Złotoryja.